# Le Dôme (Puy-de-Dôme)
Pour les articles homonymes, voir Dôme.
Le Dôme est un sommet des monts Dore dans le Massif central.

## Géographie

### Situation
Le Dôme est situé sur la commune de Chambon-sur-Lac, au nord du puy Ferrand.

### Hydrographie
À proximité du sommet, se trouve la cascade de l'Aigle.

## Activités

### Protection environnementale
Le Dôme est inclus au site de l'inventaire national du patrimoine géologique « Vallée glaciaire de Chaudefour », dans le site Natura 2000 « Monts Dore » et répertorié en ZNIEFF de type 2 « Monts Dore », ainsi que dans la ZNIEFF de type 1 « Vallée de Chaudefour ».

### Alpinisme et escalade
L'alpinisme peut être pratiqué dans le couloir à gauche de la face est du Dôme. L'escalade glaciaire est également possible en empruntant la goulotte Vimal qui remonte le côté gauche du Dôme.